# アッシュル・ドゥグル
アッシュル・ドゥグル（Aššūr-dugul、maš-šur-du-gul、「アッシュル神に目を向けよ」）は、おそらく前18世紀のアッシリア史における混乱の時代のアッシリア王。治世は6年間であり、『アッシリア王名表』では第44代の王としてリストされている。彼は同王名表において簒奪者とされており、バビロンの家臣で外国人であると見られるアムル人（アモリ人）のムト・アシュクル（Mut-Askur）を倒した。

## 来歴
アッシュル・ドゥグルはシャムシ・アダド1世によって当初建設された王朝が崩壊したすぐ後の時期に、残された政治的空白において現地の将軍たちが勢力を争う中で権力を握った。アムル人のシャムシ・アダド1世は短命の王朝を建設したが、この王朝は現地人の激しい怒りを買っていたと思われる。この怒りはプズル・シンが残したアラバスター製の板の碑文によって証明されている。プズル・シンはシャムシ・アダド1世の子孫であるアシヌムを退位させたアッシリアの君主であるが、それ以外のことは何も知られていない。『アッシリア王名表』は、アッシュル・ドゥグルを「無名の人の子、玉座の権利がない」と述べている。すなわち彼は王族ではなく、これは父系原理によれば統治者たる資格がなかったことを意味する。後世のアッシリアの君侯は父系原理に依っていた。
彼の在位中、「無名の人の子たち、彼らもこの時統治した」とされる他の6人の王がいた。これは王位争いと共に小さなアッシリア王国が分裂したことを示すかもしれない。あるいはニューグロッシュ（Newgrosh）が提案するように、これらの王は実際にはアッシュル・ドゥグル時代のリンム（紀年官）であったもしれない。この役職は一年任期であり、各年は任期中のリンムの名前で呼ばれるという年名の制度を支えていた。そして、ニューグロッシュは後世の書記が彼らを王と混同した可能性を主張している。この「無名の人の子」たちの最後の人物は新しい王朝を創設することとなるアダシである。『アッシリア王名表』の2つのコピー以外にアッシュル・ドゥグルについての現存する記録はない。
『アッシリア王名表』によれば、アッシュル・ドゥグルと「無名の人の子」たちの次の王はアダシの子ベール・バニである。

## 記録
1. ↑  Khorsabad Kinglist, tablet IM 60017 (excavation nos.: DS 828, DS 32-54), ii 4–6.
2. ↑  SDAS Kinglist, tablet IM 60484, ii 8–9.